# Mohamed Sasbo
Raïss Mohamed Sasbo, né vers 1865 à Tirgt d’Aoulouz dans la région de Souss et mort en 1948 à Casablanca, est un poète chanteur de langue chleuh.

## Biographie
De son vrai nom Mohamed Ou Lahsen Akerroum. Son surnom de "Sasbo", il le doit au fait que son art et sa perception du rythme sont directs et sûrs comme la balle du fusil Chassepot modèle 1866 qui armait autrefois les tribus du Sud marocain.
Il a longtemps accompagné dans sa jeunesse les caravaniers qui faisaient du commerce entre Essaouira et le Souss. Mohamed Sasbo est un maître fameux. Il a couru le monde et c’est grâce à lui, en partie, que des érudits, tel M. Alexis Chottin, ont pu noter des airs de musique chleuh et étudier les danses du Sud.

## Quelques chansons
- Ouman a tgit a lhenna? (D'où viens-tu henné?)
- Anoud (La forge)